# Доппельмейер, Юлия Васильевна
Юлия Васильевна Доппельмейер (урождённая Вердеревская, во 2-м браке Фаворова; 1848 — не ранее 1907) — русская писательница, переводчица на русский язык.

## Биография
Родилась 22 августа (3 сентября) 1843 года. Отец — поручик артиллерии Василий Ильич Вердеревский (22.03.1816 — после 1844); мать — Анна Дмитриевна, урождённая Казначеева. Её дедом был капитан-лейтенант флота, Георгиевский кавалер Илья Иванович Вердеревский. Была крещена в рязанской Симеоновской церкви; восприемники: подполковник Николай Александрович Дубовицкий и коллежская асессорша Мария Петровна Зверева.
Помещала переводы стихотворений из французских, английских и итальянских поэтов (преимущественно из Барбье, Гюго и Мура) в «Деле» (1867—1870), «Женском Вестнике» (1868), «Отечественных записках» (1868—1873), «Вестнике Европы» (1870) и «Складчине» (СПб., 1874). Помещала в «Деле» 1870-х годах и собственные стихотворения.
Самый известный её труд — полный перевод (с французского перевода Галлана) «Тысячи и одной ночи» (М.: И. Н. Кушнерев и К°, 1889—1890, со статьей академика А. Н. Веселовского).
Перевела также: роман «Замок Вильпрэ» Жорж Санд, «Историю современной литературы в Испании» Г. Гюббара (М., 1892); Ж. Пеллисье (фр.) (М., 1895).
Последнее из известных упоминаний — в 1907 году.